# Чемпіонат націй КОНКАКАФ
Чемпіонат націй КОНКАКАФ (англ. CONCACAF Championship, ісп. CONCACAF Campeonato de Naciones) — перший футбольний турнір серед чоловічих футбольних збірних країн, що входили до зони КОНКАКАФ, футбольної конфедерації регіону Північної та Центральної Америки.
Перше змагання для національних збірних регіону пройшло у 1963 році в Сальвадорі. З 1973 по 1989 рік турнір проводився як фінал кваліфікаційного турніру на чемпіонат світу.

## Історія
До формування в 1961 році КОНКАКАФ, яке стало результатом злиття Футбольної конфедерації Центральної Америки і Карибських островів (ісп. Confederación Centroamericana y del Caribe de Fútbol (CCCF)) та Північноамериканської футбольної конфедерації (англ. North American Football Confederation (NAFC)), кожна з конфедерацій проводила свій турнір для національних збірних. CCCF провела з 1941 по 1961 рік 10 турнірів, в яких сім разів була першою  Коста-Рика і по одному разу —  Сальвадор,  Панама і  Гаїті. NAFC провела два турніри, обидва рази перемогла  Мексика.
У 1963 році новий об'єднаний турнір був названий Чемпіонат націй КОНКАКАФ (ісп. Copa de Naciones de CONCACAF), перший розіграш відбувся в Сальвадорі. З 1963 по 1971 рік турнір проходив щодвароки. У 1973 році турнір став також регіональним фіналом кваліфікаційного турніру на чемпіонат світу. У такому вигляді пройшли ще два турніри: у 1977 і 1981 роках.
У 1985 і 1989 роках фінальний турнір не проводився зовсім, чемпіоном КОНКАКАФ оголошувався переможець кваліфікаційного турніру, однак жодного трофею не вручалось.
1990 року керівництво КОНКАКАФ ухвалило рішення про відновлення окремого турніру для визначення найкращих національних команд регіону. Турнір отримав назву «Золотий кубок КОНКАКАФ» та був уперше проведений 1991 року в США.

## Результати турніру
| Чемпіонат націй КОНКАКАФ | Чемпіонат націй КОНКАКАФ       | Чемпіонат націй КОНКАКАФ | Чемпіонат націй КОНКАКАФ | Чемпіонат націй КОНКАКАФ         | Чемпіонат націй КОНКАКАФ | Чемпіонат націй КОНКАКАФ |
| Рік                      | Господарі                      |                          | Призери                  | Призери                          | Призери                  | Призери                  |
| Рік                      | Господарі                      | Переможець               | Друге місце              | Третє місце                      | Четверте місце           |                          |
| ------------------------ | ------------------------------ | ------------------------ | ------------------------ | -------------------------------- | ------------------------ | ------------------------ |
| 1963                     | Сальвадор                      | Коста-Рика               | Сальвадор                | Нідерландські Антильські острови | Гондурас                 |                          |
| 1965                     | Гватемала                      | Мексика                  | Гватемала                | Коста-Рика                       | Сальвадор                |                          |
| 1967                     | Гондурас                       | Гватемала                | Мексика                  | Гондурас                         | Тринідад і Тобаго        |                          |
| 1969                     | Коста-Рика                     | Коста-Рика               | Гватемала                | Нідерландські Антильські острови | Мексика                  |                          |
| 1971                     | Тринідад і Тобаго              | Мексика                  | Гаїті                    | Коста-Рика                       | Куба                     |                          |
| 1973(1)                  | Гаїті                          | Гаїті                    | Тринідад і Тобаго        | Мексика                          | Гондурас                 |                          |
| 1977(1)                  | Мексика                        | Мексика                  | Гаїті                    | Сальвадор                        | Канада                   |                          |
| 1981(1)                  | Гондурас                       | Гондурас                 | Сальвадор                | Мексика                          | Канада                   |                          |
| 1985(1)                  | Північна Америка, різні країни | Канада                   | Гондурас                 | Коста-Рика                       | Сальвадор                |                          |
| 1989(1)                  | Північна Америка, різні країни | Коста-Рика               | США                      | Тринідад і Тобаго                | Гватемала                |                          |

## Досягнення збірних
Статистика участі збірних у чемпіонаті націй КОНКАКАФ (1961—1989).
| Збірна                           | Чемпіон              | 2 місце        | 3 місце              | 4 місце        |
| -------------------------------- | -------------------- | -------------- | -------------------- | -------------- |
| Мексика                          | 3 (1965, 1971, 1977) | 1 (1967)       | 2 (1973, 1981)       | 1 (1969)       |
| Коста-Рика                       | 3 (1963, 1969, 1989) | —              | 3 (1965, 1971, 1985) | —              |
| Гватемала                        | 1 (1967)             | 2 (1965, 1969) | —                    | 1 (1989)       |
| Гаїті                            | 1 (1973)             | 2 (1971, 1977) | —                    | —              |
| Гондурас                         | 1 (1981)             | 1 (1985)       | 2 (1967)             | 2 (1963, 1973) |
| Канада                           | 1 (1985)             | —              | —                    | 2 (1977, 1981) |
| Сальвадор                        | —                    | 2 (1963, 1981) | 1 (1977)             | 1 (1965)       |
| Тринідад і Тобаго                | —                    | 1 (1973)       | 1 (1989)             | 1 (1967)       |
| США                              | —                    | 1 (1989)       | —                    | —              |
| Нідерландські Антильські острови | —                    | —              | 2 (1963, 1969)       | —              |
| Куба                             | —                    | —              | —                    | 1 (1971)       |

## Учасники
| Появ | Збірна                           |
| ---- | -------------------------------- |
| 8    | Мексика                          |
| 8    | Гватемала                        |
| 7    | Гаїті                            |
| 6    | Коста-Рика                       |
| 6    | Гондурас                         |
| 6    | Тринідад і Тобаго                |
| 6    | Сальвадор                        |
| 4    | Нідерландські Антильські острови |
| 3    | Канада                           |
| 2    | США                              |
| 2    | Ямайка                           |
| 2    | Куба                             |
| 2    | Нікарагуа                        |
| 2    | Суринам                          |
| 1    | Панама                           |